# 岩北站
岩北站（日语：／ Iwakita eki */?）是一個位於鹿兒島縣曾於郡末吉町岩崎（現時曾於市）的日本國有鐵道（國鐵）志布志線車站。在1987年（昭和62年）3月28日與志布志線一同停用。

## 停用前車站結構
- 在堤岸以上的車站。
- 無人站。
- 在有人站的時期，曾經有一個站舍。
- 單式月台1面1線。

## 歷史
- 1934年4月1日：志布志線末吉～岩川站之間增設本站[1]，開始營業。
- 1987年3月28日：與志布志線一同停用。

## 鄰近車站
日本國有鐵道
志布志線
末吉站 - 岩北站 - 岩川站